# Patinoire de Saint-Gervais
 (avril 2025).
Si vous disposez d'ouvrages ou d'articles de référence ou si vous connaissez des sites web de qualité traitant du thème abordé ici, merci de compléter l'article en donnant les références utiles à sa vérifiabilité et en les liant à la section « Notes et références ».
La patinoire municipale de Saint-Gervais-les-Bains, construite dans les années 1950,  était découverte à l'origine, puis a fait l’objet de plusieurs modifications au fil des ans: toiture, ajout de gradins…

## Histoire
Afin d'en améliorer l'attrait pour le public, la ville de Saint-Gervais-les-Bains a commandé en 2010 la restructuration de ses façades et de sa toiture, ainsi que la mise en place d'installations pour le confort et la performance énergétique.
La patinoire compte aujourd'hui 1800 places. Elle accueille le Sporting Hockey Club de Saint Gervais.